# Мечеть Баязида II
Мече́ть Баязи́да II (тур. II. Bayezid Camii) — монументальна мечеть, розташована в Едірне у складі Кюлліє Султана Баязида II.
Мечеть, що займає центральне місце в комплексі кюлліє, має квадратну форму, збудована без використання колон та арок у внутрішньому просторі. Її архітектором був Мімар Хайреттін або Якуп Шах бін Султан Шах. Фундамент був закладений османським султаном Баязидом II у 1484 році, а у 1488 році мечеть була відкрита для богослужінь. Будівельний напис-кітабе над головним входом (джумле каписи), виконаний у два рядки та шість картушів, написав Зенбіллі Алі Ефенді. Каліграфом був Шейх Хамдуллах. Написи у п'ять рядків над нішами у формі міхраба праворуч та ліворуч від входу також приписуються Шейху Хамдуллаху.
Мечеть перекрита єдиним куполом діаметром 22 метри, що спирається на чотири стіни. Двір мечеті оточений реваком (аркадною галереєю) з 22 куполами, а в його центрі розташований відкритий шадирван для обмивання. Махфіль для султана (хюнкяр махфілі), розташований на 17 мармурових колонах, вважається першим подібним махфілем, збудованим в османській храмовій архітектурі. Двері мечеті, що є чудовими зразками турецького деревообробного мистецтва (техніка кюндекарі), постраждали від тривалого перебування під водою під час повеней на річці Тунджа і з метою збереження були передані до Музею Едірне.